# アント人
アント人（Antes）は、ドニプロ川中流域からローシ川にかけて住んでいたスラヴ人。

## 言語
スラヴ語を介する。

## 歴史
ヨルダネスによれば6世紀ごろまでヴェネド人（ヴェンド人）、スクラヴ人（スラヴ人、複数形はスクラヴェン）らとともにその後スラヴ系民族とまとめて呼ばれるようになった人々を構成する単一民族と認識されていた。すなわち、6世紀に地中海沿岸で知られていた範囲では、スラヴ語派の人々は北西の「ヴェンド人」（オーデル川からヴィスワ川までの、ゲルマニア中部を故地とする人々）、北方から南下してきた「スラヴ人」（ヴィスワ川以東ないし以南の、ゲルマニア東部を故地とする人々）、北東から南下してきた「アント人」（より東方のスキュティア、すなわち現在のウクライナ方面を故地とする人々）の3つの集団が認識されていた。これらの人々は似通った言語（いわゆるスラヴ語派の諸言語）を話していることから、中世に入るとそのうち地中海世界と最も接触の多かった人々の名をとって「スラヴ人」（スクラヴェン）の名でまとめて呼ばれるようになったのである。日本語では分かりにくいことであるが、「スクラヴ」（Sklav、複数形は「スクラヴェン」Sklaven）と「スラヴ」（Slav）は同じものである。ギリシャ語では子音sと子音lの間に子音kを挿入するのが決まり。518年から東ローマ帝国領に侵入し、バルカン半島のスラヴ化をもたらした。560年以降は西進してきたトルコ系民族のアヴァール人に攻められ、602年以降史料上から消失する。スラヴ人として同化がなされ、アント人という呼称は見られなくなったと考えられている。